# George Macfarren
George Macfarren (Londres, 5 de setembre, 1788 – Idem, 24 d'abril, 1843), va ser un dramaturg i pare del compositor George Alexander Macfarren.

## Biografia
George era fill de George Macfarren. Va ser educat principalment a l'escola de l'arquebisbe Tenison a Castle Street, Leicester Square, i mentre hi va escriure una tragèdia que va ser interpretada en privat pels seus companys d'escola, amb el suport d'Edmund Kean, llavors un nen de la seva edat. Macfarren també era una mena de músic i, segons el seu fill, Sir G. Macfarren, "podia sostenir qualsevol de les parts d'un quartet de violins" i "si no s'hagués trobat amb un professor de dansa de moda, anomenat Bishop, que li va oferir fer-lo un cavaller en comptes d'un violinista, hauria adoptat la música com a professió".
Va ser el primer professor del violinista James Oury, i quan encara tenia menys de vint anys va obrir una acadèmia de dansa pròpia. El 1816 va visitar París, on va rebre classes de dansa dels millors mestres. La seva inclinació natural era, però, cap a l'escenari, i el 28 de setembre de 1818, la seva primera obra dramàtica representada públicament, "Ah! What a Pity, or the Dark Knight and the Fair Lady", va ser presentada a l'Òpera Anglesa (per el benefici de John Pritt Harley); des d'aquesta data gairebé cada any assistia a la producció d'alguna peça o altra de la seva ploma.
El febrer de 1831 va assumir la direcció del teatre del carrer Tottenham, que va anomenar Queen's Theatre, en honor a la reina Adelaida, i aquí va romandre fins al juliol de l'any següent, produint, entre moltes altres obres, una versió dramàtica. de "Acis i Galatea" de Händel, per a la qual Cipriani Potter va escriure acompanyaments addicionals. Macfarren sembla haver posat especial èmfasi en la precisió dels detalls i la naturalitat en la posada en escena de les obres que va produir. Robert Elliston, successivament arrendatari dels teatres Drury Lane, Olympic i Surrey, va afirmar que "mai no s'havien posat a l'escenari cap imatge tan perfecta com va veure al "Queen's Theatre". Macfarren va deixar el Queen's en ser nomenat director d'escena del Surrey. Després va anar al Strand.
El 1834 va visitar Milà, on la seva filla estudiava cant, i allí va escriure el llibret d'una òpera, "Caractacus". Durant alguns anys de la seva vida Macfarren va quedar totalment cec, però un any abans de la seva mort es va sotmetre a una operació de cataracta i va recuperar la vista. Mentre que cec es va dedicar en gran part a la literatura, i primer va suggerir la formació de la Societat Händel. El 1841, esdevingué editor i propietari del "Món musical". Va morir sobtadament el 24 d'abril de 1843 a Castle Street, Leicester Square.

## Família
Macfarren es va casar, l'agost de 1808, amb Elizabeth (nascuda el 20 de gener de 1792), filla de John Jackson, un enquadernador, de Glasgow, que s'havia establert a Londres. El seu fill gran era Sir George Alexander Macfarren i el seu petit Walter Macfarren.

## Obres
- Ah! What a Pity, or, The Dark Knight and the Fair Lady (1818)
- Winning a Husband (1819)
- Guy Fawkes (1822)
- Edward the Black Prince (1823)
- Tom and Jerry in France (1823)
- George III (1824)
- The Horatii and Curiatii (1825)
- Auld Robin Gray (1828)
- March of Intellect (1829)
- The Danish Wife (1831)
- Innocent Sins (1838)